# Lucas Mitata

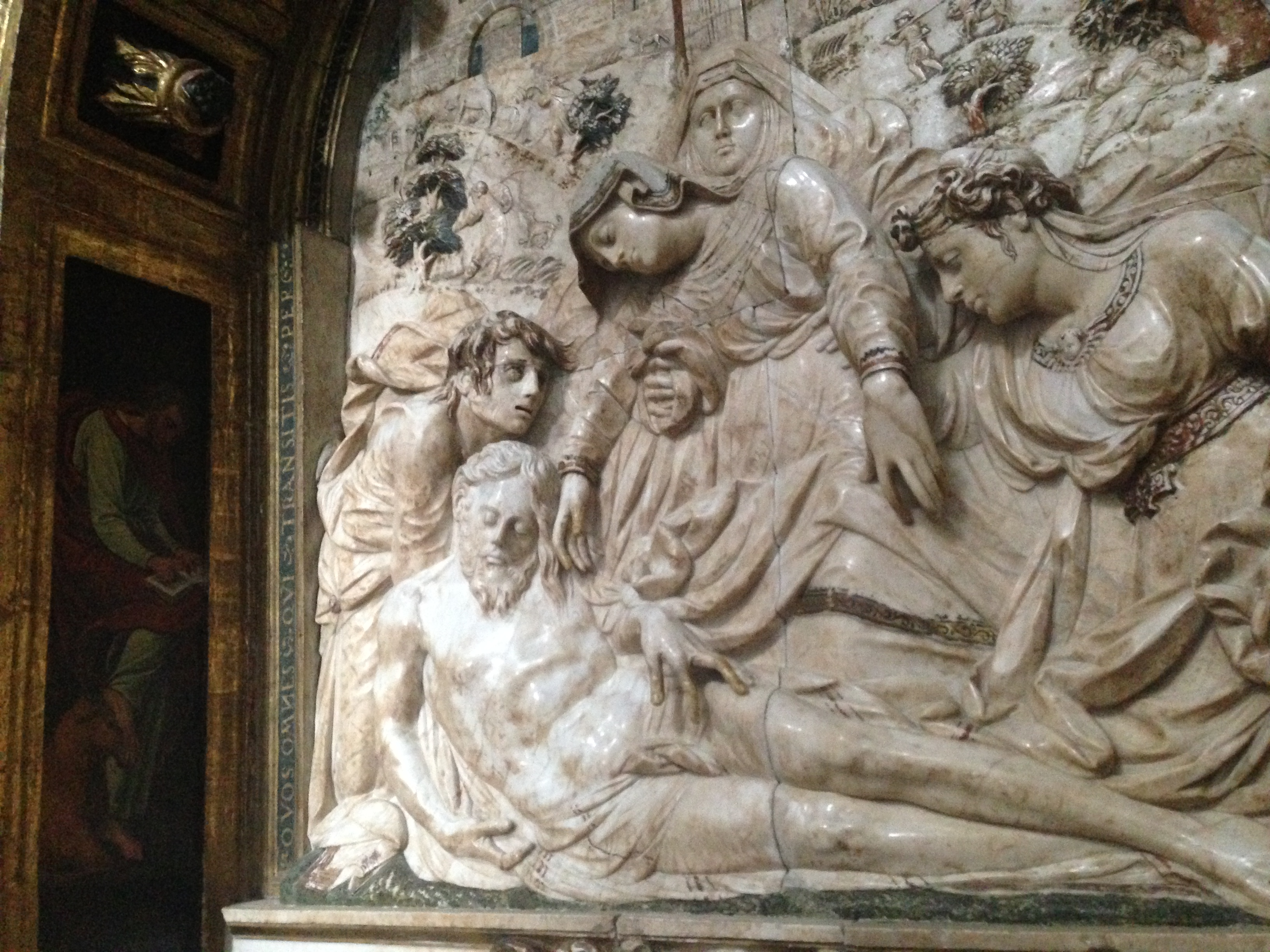
Retablo de la Quinta Angustia en la Catedral de Ciudad Rodrigo, obra de Lucas Mitata

Lucas Mitata (c. 1525-1598) fue un escultor que trabajó en diferentes diócesis del antiguo Reino de León y en la extremeña de Coria en el siglo XVI.
Probablemente de ascendencia italiana (por el apellido), y también con probabilidad, hijo del también artista Tomás Mitata, vecino de Benavente, del círculo de escultores leoneses del primer tercio del siglo. Su estilo va evolucionando de un clasicismo al manierismo inspirado por Juan de Juni y que deja las esculturas más personales del autor, con afiladas caras con una prominente pirámide nasal y posiciones extremas.

## Diócesis de Ciudad Rodrigo

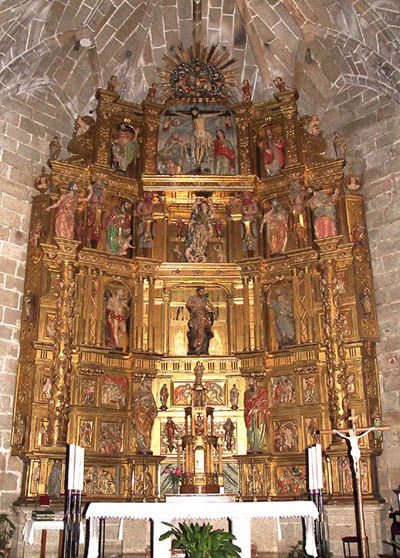
Retablo de la Iglesia parroquial de San Juan Bautista (Fuenteguinaldo), de Lucas Mitata

Afincado en Ciudad Rodrigo trabajó para la oligarquía local. A él se debe el altar de alabastro -quizá su obra maestra-, monumento funerario de Hernando Chaves de Robles y Juana Pérez Piñero, y el sepulcro de los Gata y Caraveo en la Catedral civitatense. En la diócesis dejó varias obras, entre las que destaca el retablo de Fuenteguinaldo y el crucificado conservado en el Hospital de la Pasión. Asimismo, se le han atribuido los crucificados de los pueblos de El Bodón y Monsagro. Se han perdido obras suyas, como la talla de Nuestra Señora de Lerilla que ejecutó para la cofradía del mismo nombre, la de Nuestra Señora entrambos Álamos, que presidía el retablo de la iglesia parroquial de San Felices de los Gallegos y fue arrasada por un incendio, o el calvario que elaboró para la Cofradía de la Vera Cruz, que tenía como sede canónica el convento franciscano mirobrigense. Pudiera serle atribuida también una "Asunción" conservada en el Seminario diocesano.

## Diócesis de Salamanca
En Salamanca se han documentado dos esculturas en la Catedral que aún no se han identificado. Se le ha atribuido el retablo de la Capilla de Santa Bárbara del claustro salmantino. Obra suya es el San Cristóbal de enormes proporciones que alberga la ermita de la Virgen del Árbol de Guadramiro.

## Villa y Corte
Según Ceán, ejecutó varias esculturas efímeras junto con Pompeyo Leoni para decorar algunas puertas y plazas de Madrid con ocasión de la solemne entrada de la soberana Ana de Austria, mujer de Felipe II.

## Diócesis de Coria
También trabajó para el cabildo de la Catedral de Coria, conservando esa catedral la estatua orante en alabastro del Obispo Galarza, el Crucifijo de la Capilla de la Soledad y la Virgen de los Ángeles, tallada para presidir el anterior retablo mayor, desmontado en el siglo XVIII. Se le atribuyen también dos relieves en madera policromada que representan a San Pedro y a San Pablo.

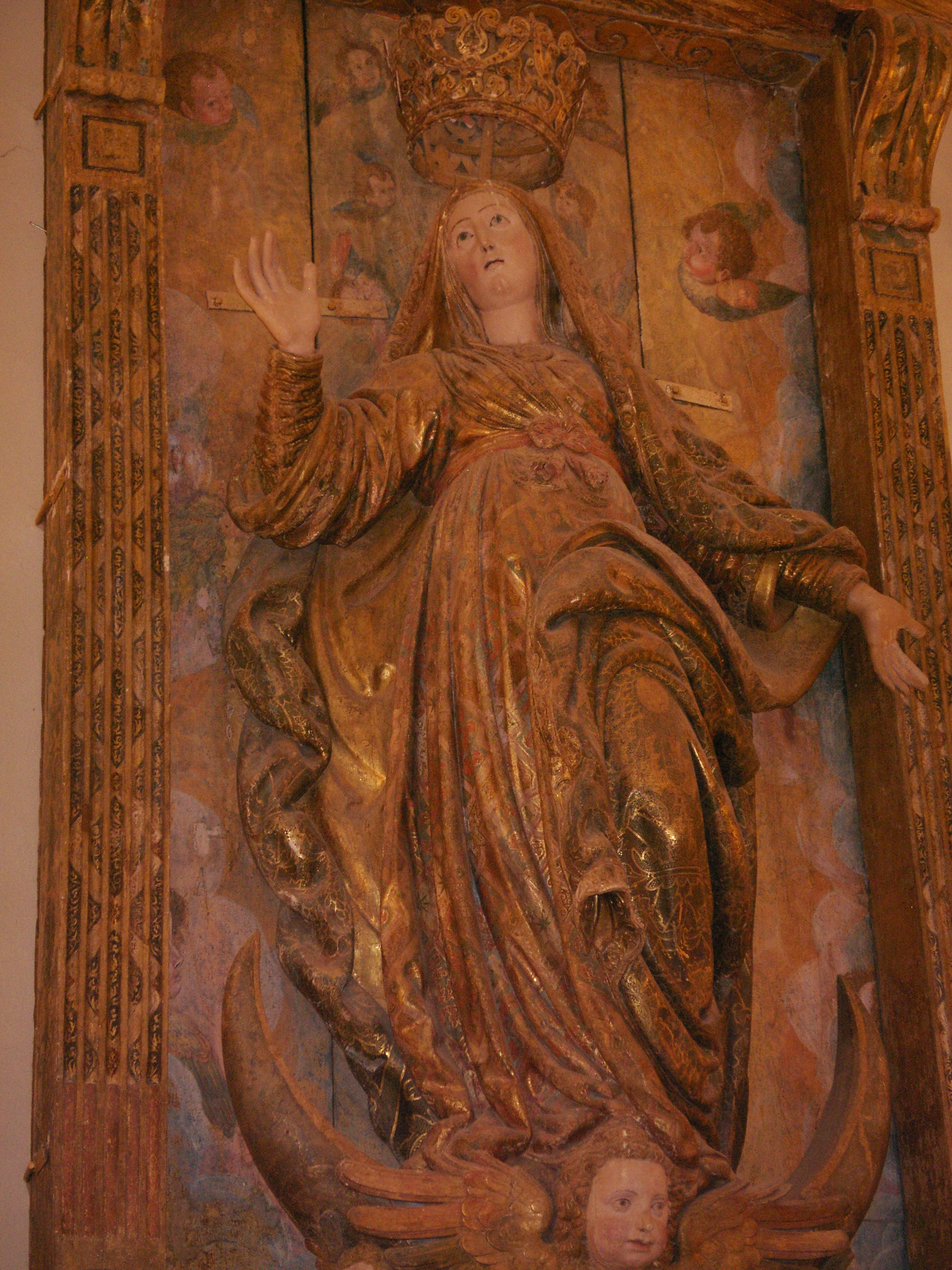
Virgen de los Ángeles. Obra de Lucas Mitata para el antiguo retablo mayor de la Catedral de Coria, hoy en el Museo Catedralicio

En el sacro convento de la orden de Alcántara volvió a trabajar junto a Luis de Morales, obra suya es el retablo de la capilla y el sepulcro del comendador de Piedrabuena Frey Antonio Bravo de Jerez (hoy en Santa María de Almocóvar). Le son atribuidos, a su vez, los Cristos de la Expiración de Brozas y de la Agonía de Calzadilla. 
Su última obra fue el retablo mayor de la iglesia de San Julián el Hospitalario en Descargamaría, que dejó inacabada.